# Sarah Menezes
Sarah Gabrielle Cabral de Menezes (Teresina, 26 marzo 1990) è una judoka brasiliana, campionessa olimpica nella categoria fino a 48 kg a Londra 2012.

## Palmarès
- Giochi olimpici estivi

2012 - Londra: oro nei 48 kg.
- Campionati mondiali di judo

2010 - Tokyo: bronzo nei 48 kg.
2011 - Parigi: bronzo nei 48 kg.
2013 - Rio de Janeiro: bronzo nei 48 kg.
- Campionati panamericani di judo

2010 - San Salvador: oro nei 48 kg.
- Giochi panamericani

2011 - Guadalajara: bronzo nei 48 kg.